# August Lothar von Reigersberg
August Lothar Graf von Reigersberg (* 23. Oktober 1815 in Würzburg; † 16. Mai 1888 in Landshut) war ein bayerischer Verwaltungsjurist.

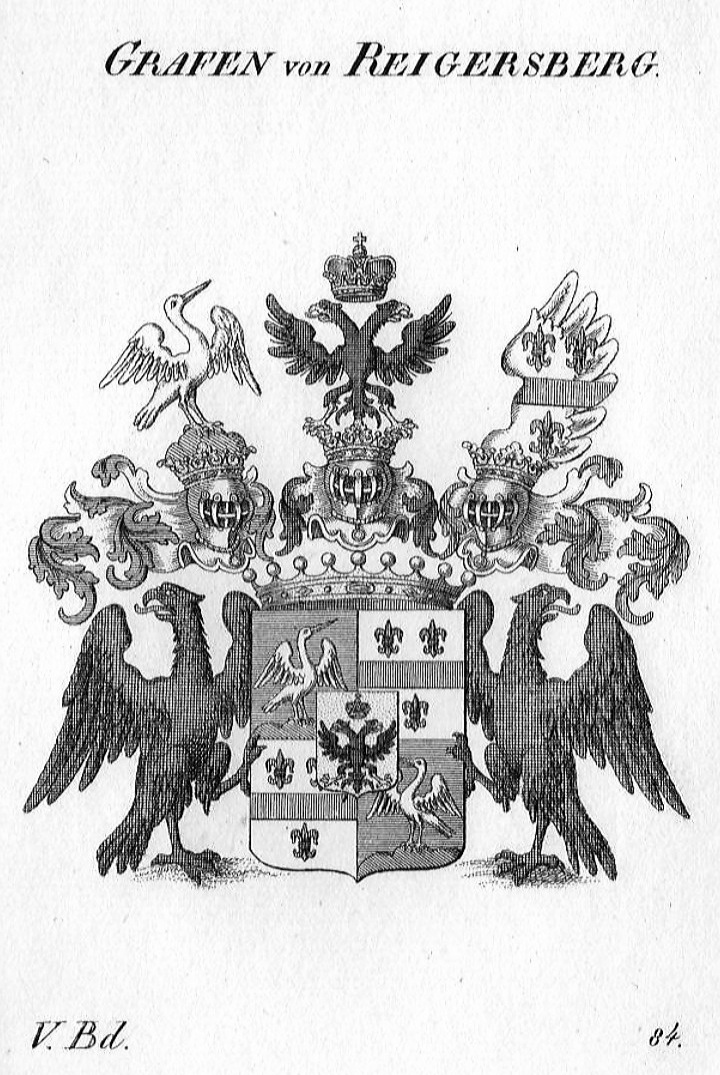
Wappen der Grafen von Reigersberg

## Werdegang
Reigersberg war ab Juni 1850 Polizeidirektor in München. Im März 1852 wurde er zum Regierungspräsidenten von Oberbayern ernannt. Von Dezember 1852 bis Mai 1859 war er Staatsminister des Innern und Staatsrat im ordentlichen Dienst, danach ab 1859 außerordentlicher Gesandter am württembergischen Hof, ab 1867 Gesandter in Brüssel und schließlich ab 1868 außerordentlicher Gesandter am sächsischen Hof. Im September 1869 trat er in den Ruhestand.

## Ehrungen
- 1852: Komturkreuz des Franz-Joseph-Ordens
- 1856: Großkomtur des Verdienstordens der Bayerischen Krone
- 1857: Großkreuz des Verdienstordens vom Hl. Michael
- 1857: Weißer Adlerorden
- 1858: Hausorden vom Hl. Georg
- 1863: Großkreuz des Friedrichs-Ordens